# Alex Nicol
Pour les articles homonymes, voir Nicol.
Alex Nicol est un acteur américain né à Ossining (État de New York) le 20 janvier 1916; mort à Montecito (Californie) le 29 juillet 2001.

## Filmographie partielle

### Réalisateur
- 1958 : Le Crâne hurlant (The Screaming Skull)
- 1961 : Le Cri des marines (en) (Then There Were Three)
- 1971 : Point of Terror (en)

### Acteur
- 1950 : Brigade secrète (The Sleeping City) de George Sherman
- 1951 : La Quatrième Issue (The Raging Tide) de George Sherman
- 1951 : Tomahawk de George Sherman
- 1952 : Quand tu me souris (Meet Danny Wilson) de Joseph Pevney
- 1952 : Sans ton amour (Because of You) de Joseph Pevney
- 1952 : Les Conducteurs du diable (Red Ball Express) de Budd Boetticher
- 1953 : La Belle Rousse du Wyoming (The Redhead from Wyoming) de Lee Sholem
- 1953 : Quand la poudre parle (Law and Order) de Nathan Juran
- 1953 : Démasqué (The Lone Hand) de George Sherman
- 1954 : The House Across the Lake de Ken Hughes
- 1954 : Vengeance à l'aube (Dawn at Socorro) de George Sherman
- 1954 : Romance sans lendemain (About Mrs. Leslie) de Daniel Mann
- 1954 : Face the Music de Terence Fisher
- 1955 : L'Homme de la plaine (The Man from Laramie) d'Anthony Mann
- 1955 : The Gilded Cage de John Gilling
- 1955 : Sincerely Yours de Gordon Douglas
- 1955 : Strategic Air Command d'Anthony Mann
- 1956 : L'Or et l'Amour (Great Day in the Morning) de Jacques Tourneur
- 1957 : Stranger in Town de George Pollock
- 1958 : Le Crâne hurlant (The Screaming Skull) d'Alex Nicol
- 1960 : Sous dix drapeaux (Sotto dieci bandiere) de Duilio Coletti
- 1960 : La Rue des amours faciles (Via Margutta) de Mario Camerini
- 1960 : Cinq Femmes marquées (Five Brabded Women) de Martin Ritt
- 1961 : La Grande Pagaille (Tutti a Casa) de Luigi Comencini
- 1961 : La Chevauchée des Outlaws (Tierra Brutal) de Michael Carreras
- 1963 : Pour un whisky de plus (Cavalca e Uccidi) de José Luis Borau
- 1964 : Cavalca e uccidi de José Luis Borau
- 1970 : Bloody Mama de Roger Corman
- 1976 : King Kong revient (Ape) de Paul Leder